# 1191

## Esdeveniments
- Ricard I d'Anglaterra es casa amb Berenguera de Navarra.
- El duc Bertold V de Zähringen funda la ciutat de Berna.
- Robert de Sablé (l'onzè líder de l'Orde del Temple) mor a les planes d'Arsuf el 7 de setembre de 1191.

## Necrològiques
- Marràqueix, 1191: ar-Rakuniyya, poeta andalusina.